# Bliznecy
Bliznecy (Близнецы, I gemelli) è un film del 1945 diretto da Konstantin Konstantinovič Judin.